# IC 4131
IC 4131 је галаксија у сазвјежђу Ловачки пси која се налази на листи објеката дубоког неба у Индекс каталогу.
Деклинација објекта је + 38° 57' 4" а ректасцензија 13h 3m 25,5s. Привидна величина (магнитуда) објекта IC 4131 износи 15,5 а фотографска магнитуда 16,3.